# 80 for Brady
80 for Brady es una película de comedia deportiva estadounidense dirigida por Kyle Marvin, escrita por Sarah Haskins y Emily Halpern y producida por Tom Brady. Cuenta con un elenco encabezado por Lily Tomlin, Jane Fonda, Rita Moreno, Sally Field y Brady. La película fue estrenada en los Estados Unidos el 3 de febrero de 2023 por Paramount Pictures.

## Sinopsis
Cuatro viejas amigas viajan a Houston para ver a su héroe Tom Brady y los New England Patriots jugar en el Super Bowl LI (2017).

## Reparto
- Lily Tomlin como Lou
- Jane Fonda como Trish
- Rita Moreno como Maura
- Sally Field como Betty
- Tom Brady como él mismo
- Billy Porter como Gugu
- Rob Corddry como Pat
- Alex Moffat como Nat
- Guy Fieri como él mismo
- Harry Hamlin como Dan
- Bob Balaban como Mark
- Glynn Turman como Mickey
- Sara Gilbert como Sara
- Jimmy O. Yang como Tony
- Ron Funches como Chip
- Sally Kirkland como Ida
- Alex Bentley como Matt Patricia
- Patton Oswalt como "Brisket"
- Retta como ella misma

Los excompañeros de Brady en los Patriots, Rob Gronkowski, Danny Amendola y Julian Edelman, tienen cameos como ellos mismos.

## Producción
En febrero de 2022 se anunció que Tom Brady, recientemente retirado de su carrera futbolística, produciría y aparecería en la película, que sería dirigida y coescrita por Kyle Marvin. Lily Tomlin, Jane Fonda, Rita Moreno y Sally Field también fueron anunciadas como integrantes del elenco. En marzo, se agregaron al elenco Sara Gilbert, Glynn Turman, Bob Balaban, Ron Funches, Jimmy O. Yang y Harry Hamlin. Ese mismo mes, Brady revirtió su decisión de retirarse de la NFL. Marvin dijo que el anuncio fue "ciertamente una novedad para nosotros, así que tuvimos que adaptarnos".
La filmación comenzó en marzo de 2022 y la producción recibió un crédito fiscal para filmar en California. En junio, terminó la filmación, con Billy Porter y Guy Fieri agregados al elenco. Para el 14 de julio de 2022, Rob Gronkowski, Danny Amendola y Julian Edelman se unieron a la película.

## Estreno
80 for Brady fue estrenada en los cines por Paramount Pictures el 3 de febrero de 2023.